# Plan d'opération militaire
Un plan d'opération militaire (également appelé plan de guerre avant la Seconde Guerre mondiale ) est un plan formel permettant aux forces armées militaires, à leurs organisations et unités militaires de mener des opérations, tel qu'établi par les commandants dans le cadre du processus d'opérations de combat pour atteindre des objectifs avant ou pendant un conflit. Les plans militaires sont généralement élaborés conformément à la doctrine militaire des troupes concernées. Parce que la planification est un exercice important pour le personnel militaire supérieur, en temps de paix, les nations produisent généralement des plans (plus ou moins détaillés) même pour des scénarios hypothétiques très improbables.
Le plan XVII et le plan Schlieffen sont des exemples de plans militaires de la Première Guerre mondiale. Les États-Unis ont développé un célèbre ensemble de plans de guerre codés par couleur au début du XXe siècle; voir les plans de guerre codés par couleur des États-Unis.
Les plans militaires ont souvent des noms de code.

## États-Unis
Dans l'armée américaine, un plan d'opération (OPLAN) est un plan complet et détaillé pour la conduite d'opérations militaires conjointes.  Un OPLAN est élaboré par le commandant de combat (CCDR) d'un commandement de Unified Combatant Command en réponse à des situations réelles ou potentielles pour lesquelles des opérations militaires peuvent être nécessaires. Un OPLAN est exécuté lorsque le commandant émet un ordre d'opérations (OPORD), ou lorsque le président des chefs d'état-major interarmées (CJCS) émet un ordre d'exécution (EXORD) sous la direction du secrétaire américain à la Défense (Secdef) pour mettre en œuvre une décision du président de lancer des opérations militaires. Un plan conceptuel (CONPLAN) est un plan d'opération sous forme de concept, souvent dépourvu du niveau de détails que l'on trouve normalement dans d'autres plans militaires.
Parmi les plans d'opérations américains connus publiquement, deux traitent d'événements possibles sur la péninsule coréenne, OPLAN 5027, le plan de guerre général américain qui a été régulièrement mis à jour depuis au moins le milieu des années 1990, et OPLAN 5029, un plan répondant à un effondrement soudain de la république populaire démocratique de Corée. OPLAN 8044 et OPLAN 8010 sont tous deux des plans successeurs du plan opérationnel intégré unique, le plan général de guerre nucléaire de 1961 à 2003. L'OPLAN 1003-98 était le plan pré-2002 pour la guerre avec l'Irak.

## Organisation du traité de l'Atlantique nord
Au sein de l'Organisation du traité de l'Atlantique nord (OTAN), la planification réussie d'opérations militaires multinationales nécessite une doctrine commune. Cette doctrine est documentée dans la publication interarmées alliée (AJP) cinq, qui s'adresse principalement à ceux qui sont engagés dans la planification au niveau opérationnel, en particulier les commandants et les états-majors employés dans les quartiers généraux de commandement de la force interarmées et les quartiers généraux de commandement des composantes. Il décrit les aspects fondamentaux de la planification des opérations interarmées au niveau opérationnel et fournit un cadre global des principes de planification clés, des considérations et des étapes de processus qui sont suivies dans la planification au niveau opérationnel.

## Sources et références
1. ↑  « Wayback Machine », sur web.archive.org, 15 décembre 2017 (consulté le 11 janvier 2023)
2. ↑  « Allied Joint Publication 5 - Allied Joint Doctrine for Operational-Level Planning », NATO, juin 2013 (consulté le 21 mai 2017)